# رسلمانیا ۳۰
رسلمانیا ۳۰ (به انگلیسی: Wrestlemania XXX) سی‌اُمین رسلمانیای سالانه غیر رایگان (Pay-Per-View) در کشتی حرفه‌ای بود که توسط کمپانی دبلیو دبلیو ای تهیه شد و این دوره‌اش هم در ۶ آوریل ۲۰۱۴ در مجموعه ورزشی مرسدس-بنز سوپردام شهر نیواورلئان لوییزیانا برگزار شد. این رویداد مهم اولین رسلمانیایی بود که در ایالت لوییزیانا برگزار می‌شد و همچنین اولین PPV دبلیودبلیوئی بود که به صورت زنده از شبکه شبکه دبلیودبلیوئی پخش شد.
بلیط‌ها از ۱۶ نوامبر ۲۰۱۳ به فروش گذاشته شدند.
دنیل براین در مسابقه اول، تریپل اچ را شکست داد تا به جمع باتیستا و قهرمان وقت یعنی رندی اورتن بپیوندد و مسابقه تریپل ترت را برگزار کنند که در آن مسابقه هم بر این پیروز و قهرمان کمربند دبلیودبلیوئی سنگین‌وزن جهان شد. اتفاق مهم دیگر هم پایان رکورد بیش از ۲۱ سال شکست ناپذیری آندرتیکر در رسلمانیا بود که به‌دست براک لزنر اتفاق افتاد و بسیاری از تماشاگران دبلیودبلیوئی و به‌خصوص طرفداران آندرتیکر را مبهوت کرد.
رسلمانیا XXX با استقبال گسترده‌ای روبرو شد. The Canadian Online Explorer به آن امتیاز ۴/۵ از ۵ داد و Professional Wrestling Torch هم امتیاز ۸/۷۵ از ۱۰ به این مسابقات اختصاص داد. The Times-Picayune هم رسلمانیا XXX را «تماشایی» خواند.

## زمینه‌سازی
رسلمانیا شامل مسابقاتی بین دشمنی‌های موجود، ماجراهای پیش آمده و استوری‌هایی خواهد بود که پیش از این در برنامه‌های راو یا اسمک داون پخش شده بود. کشتی‌گیرها با توجه به مسابقات یا سری اتفاقاتی که برایشان رخ می‌دهد و تنش را به حد اکثر می‌رساند، نقش منفی یا قهرمان به خود می‌گیرند.
در ۲۶ ژانویه ۲۰۱۴، در مسابقه رامبل سی نفره که در رویال رامبل سال ۲۰۱۴ برگزار شد، باتیستا که تازه به کمپانی بازگشته بود برنده شد تا پنجمین کشتی‌گیری شود که چند بار برنده رامبل شده‌است؛ او همچنین با پیروزی در رامبل توانست فرصت رقابت در مسابقه اصلی(به انگلیسی: Main Event) رسلمانیای سی‌اُم را که بر سر کمربند دبلیودبلیوئی سنگین وزن جهان است بدست آورد. در الیمینیشن چمبر هم رندی اورتن موفق به دفاع از کمربند خود شد تا به عنوان قهرمان در مسابقه اصلی رسلمانیا مقابل باتیستا قرار گیرد.
در ۲۱ فوریه، دبیلودبلیوئی اعلام کرد که هالک هوگان به کمپانی بازگشته و رسلمانیا سی‌اُم را میزبانی خواهد کرد.
در تاریخ ۲۴ فوریه، براک لزنر که بازگشته بود به همراه پُل هیمن در راو حضور یافت تا اعتراض خود را بخاطر نداشتن مسابقه قهرمانی در رسلمانیا اعلام کند. تریپل اچ بخاطر راضی کردن او یک قرارداد آزاد به او داد تا برای خودش یک رقیب غیر از قهرمان برای رسلمانیا انتخاب کند؛ ولی لزنر و هیمن این را نمی‌خواستند چون کسی جز قهرمان را لایق مبارزه با لزنر نمی‌دیدند و تصمیم گرفتند رینگ را ترک کنند که ناگهان آندرتیکر به نشانه پاسخ به او وارد میدان شد، سپس به درون رینگ آمد و لزنر را که به او اصرار می‌کرد که قرارداد را امضا کند با چُک‌اِسلَم(به انگلیسی: Chokeslam) به درون میز کوبید.
در قسمت ۱۰ مارس راو، هالک هوگان اعلام کرد که یک مسابقه رویال رامبل سی نفره (به افتخار سی‌اُمین سال برگزاری رسلمانیا و به یاد آندره د جاینت فقید) هم در رسلمانیا این سال برگزار خواهد شد و برنده این مسابقه، جایزه تندیس آندره د جاینت را دریافت می‌کند.
از سامر اسلم ۲۰۱۳ به بعد، مدیر اجرایی کمپانی یعنی تریپل اچ و رووسا به طرق مختلف در مسابقات دنیل براین که برای کمربند دبلیودبلیوئی سنگین وزن جهان بوده، دخالت کرده‌اند. بر این بعد از الیمینیشن چمبر که بخاطر دخالت مدیر عملیاتی یعنی کین مسابقه‌اش را باخت، مدام تریپل اچ را فراخوانده و او را به مبارزه در رسلمانیا دعوت می‌کرد اما تریپل اچ همیشه دست رد به سینه او می‌زد. در قسمت ۱۰ مارس راو، بر این و "جنبش Yes" وی (تعداد زیادی از تماشاگران که طرفدار بر این بودند)، رینگ را به اشغال خود درآورده و از آن خارج نمی‌شدند تا اینکه تریپل اچ مسابقه با بر این را بپذیرد. تریپل اچ که دیگر عصبی شده بود این قرارداد را پذیرفت اما بر این گفت این تنها خواسته او و تماشاگران نیست و اینکه اگر بر این مسابقه را از تریپل اچ ببرد او (براین) هم باید به مسابقه قهرمانی دبلیودبلیوئی سنگین وزن جهان در همان شب اضافه شود. تریپل اچ مجبور به پذیرش این قرارداد شد. در راو ۱۷ مارس، تریپل اچ قرارداد را تغییر داد، به این صورت که هرکدام از این دو نفر (براین یا تریپل اچ) برنده مسابقه شود به مسابقه اصلی راه میابد؛ بنابراین مسابقه اصلی رسلمینیا به‌طور قطعی تبدیل به یک مسابقه تریپل ترت(سه جانبه) شد.

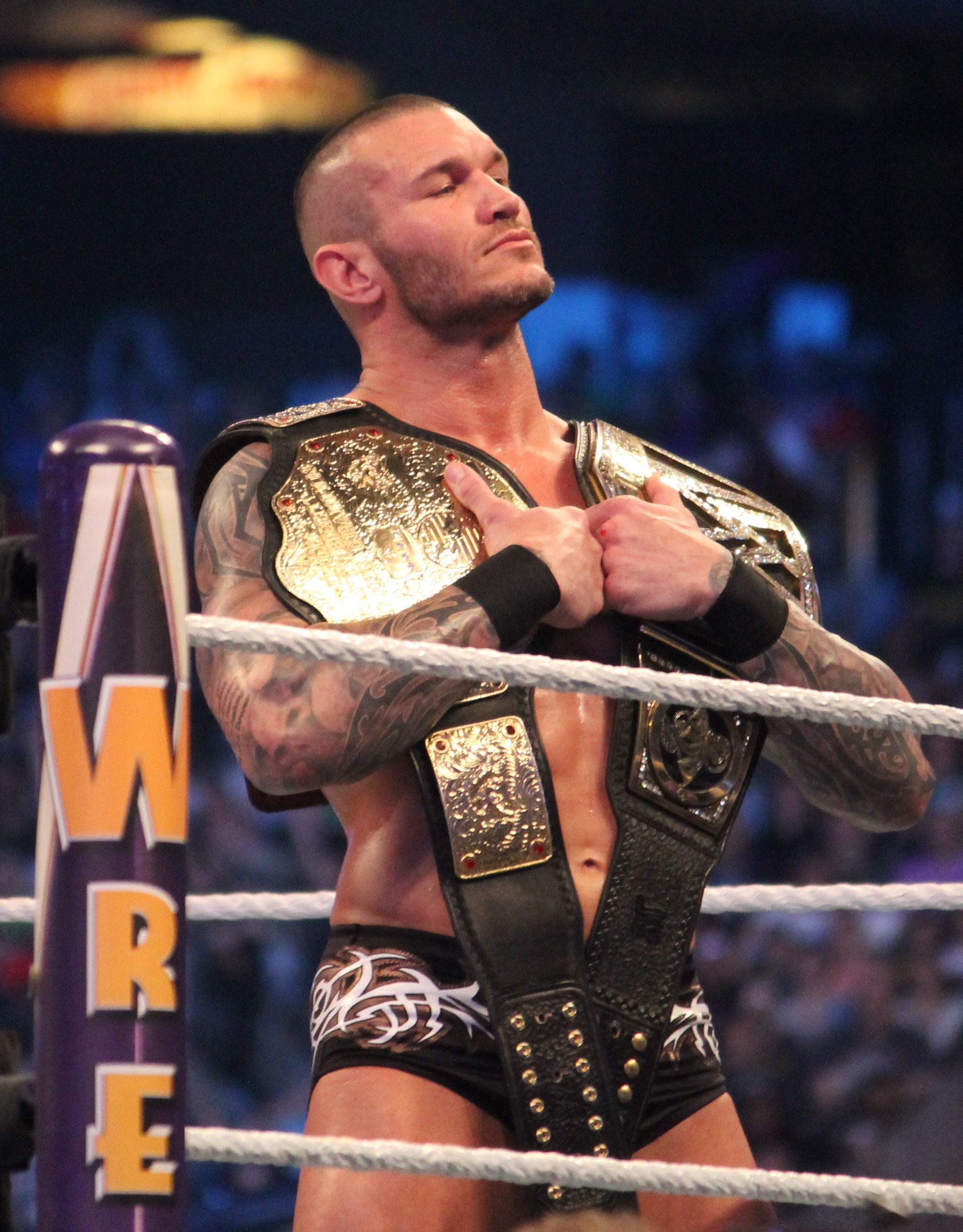
رندی اورتن به عنوان قهرمان دبلیودبلیوئی سنگین‌وزن جهان در ابتدای مسابقه اصلی رسلمانیا ۳۰

در راو ۱۷ مارس، کِین ادعا کرد که دنیل بر این نمی‌توانسته به تنهایی راو را اشغال کند و گفت از آنجا که آن هفته راو در شهر تِنِسی یعنی زادگاه جری لالِر اتفاق افتاد بنابراین او هم در این خرابکاری نقش داشته‌است؛ کین سپس گروه شیلد را فراخواند تا با آن‌ها به لالِر حمله کند اما شیلد از اینکه کین آن‌ها را بدهکار خود می‌خواند خسته شده بودند، به‌همین دلیل به خود کین حمله‌ور شدند تا به چهره مثبت(Face) بین تماشاگران تبدیل شوند. در اسمک‌داون ۲۱ مارس، دین امبروز و سث رالینز از شیلد با آمریکاییان حقیقی(جک سوئگر و سِزارو) مسابقه دادند تا حق مسابقه در رسلمانیا برای کمربند تگ‌تیم را بدست آورند اما ماهال و مکینتایر از ۳اِم‌بی دخالت کردند و مسابقه ناتمام ماند و سپس کین و دِ نواِیج اَوت‌لاز به گروه شیلد حمله کردند تا کین انتقام خودش را بگیرد. امبروز و رالینز در راو ۲۴ مارس، آمریکاییان حقیقی را شکست دادند که بعد از آن هم کین و اَوت‌لاز وارد شدند و کین اعلام کرد که در رسلمانیا، خودش به‌همراه اَوت‌لاز در مقابل شیلد قرار خواهند گرفت.
در رویال رامبل، خانواده وایت باعث شدند جان سینا مسابقه دبلیودبلیوئی سنگین وزن جهان را مقابل رندی اورتن ببازد و بعدش هم بری وایت به سینا فن سیستر اَبیگِیل کیس زد. شب بعد در راو، خانواده وایت در مسابقه اصلی (براین، سینا و شیمس مقابل گروه شیلد) دخالت کرده و باعث شدند بر این وشیمس و سینا با تسلیم به چمبر راه پیدا کنند. در الیمینیشن چمبر هم خانواده وایت با دخالت در مسابقه باعث حذف سینا توسط اورتن در چمبر شدند. در راو بعد از چمبر، سینا وایت‌ها را فراخواند و آن‌ها هم وارد شده و حمله وحشیانه‌ای به او کردند که باعث مصدومیت او شد. در راو ۱۰ دسامبر، جان سینا خود را به عنوان اولین وارد شونده در مسابقه رویال رامبل سی نفره آندره د جاینت اعلام کرد اما بعد از وارد شدن خانواده وایت، او نظرش را عوض کرد و اعلام کرد در رسلمانیا با رهبر خانواده یعنی بری وایت مسابقه خواهد داد.
در اسمک‌داون ۲۱ مارس، ای‌جی لی قهرمان کمربند دیواز، در کنار گزارشگران نشست تا شاهد مسابقه دوقلوهای بِلا در برابر ناتالیا و سامِر رِی باشد که درآنجا به ویکی گررو توهین کرد. هفته بعد در راو ۲۴ مارس، بعد از اینکه ای‌جی در مسابقه بر سر کمربندش با شمارش معکوس داور در برابر نائومی پیروز شد، ویکی گررو وارد رینگ شد و اعلام کرد که در رسلمانیا، ای‌جی باید در یک مسابقه با یک شمارش "Vickie Guerrero Invitational"(مسابقه مخصوص ویکی گررو) مقابل همه ستارگان دیواز قرار گیرد، حتی در برابر محافظ خودش یعنی تامینا اسنوکا. این نخستین بار است که در رسلمانیا مسابقه‌ای بر سر کمربند دیواز برگزار می‌شود.

## اجرای زنده
در رسلمانیا XXIX، آهنگ ورودی سی‌ام‌پانک به‌طور زنده اجرا شد. در رسلمانیای XXX مارک کرُزِر خواننده آهنگ ورودی خانواده وایت، این آهنگ را به صورت زنده اجرا کرد.
در مسابقه اصلی هم گروه راک رِو تئوری، آهنگ ورودی رندی اورتن را اجرا کرد.

## شرح مسابقات
در ابتدای برنامه اصلی، میزبان، هالک هوگان وارد رینگ شد و به اشتباه ورزشگاه سوپردام را سیلوِردام خطاب کرد (سیلوِردام همان ورزشگاهی است که رسلمانیای ۳ در آن برگزار شد و ۹۳٬۱۷۳ نفر تماشاگر داشت و هوگان قهرمانی خود را مقابل آندره د جاینت حفظ کرد). لحظاتی بعد استون کُلد وارد شد و دشمنی‌های گذشته بین خودشان را دست‌مایه حرفهایش قرار داد. سپس د راک وارد شد و رسلمانیاهای قبلی را یادآور شد. در آخر هم هر کدام با تکیه کلام‌های مختص خودشان، تماشاگران را به وجد آوردند؛ و بعد هم چند نوشیدنی را روی خودشان ریختند؛ حرکتی که آستین بعد از پیروزی در مسابقاتش انجام می‌داد.

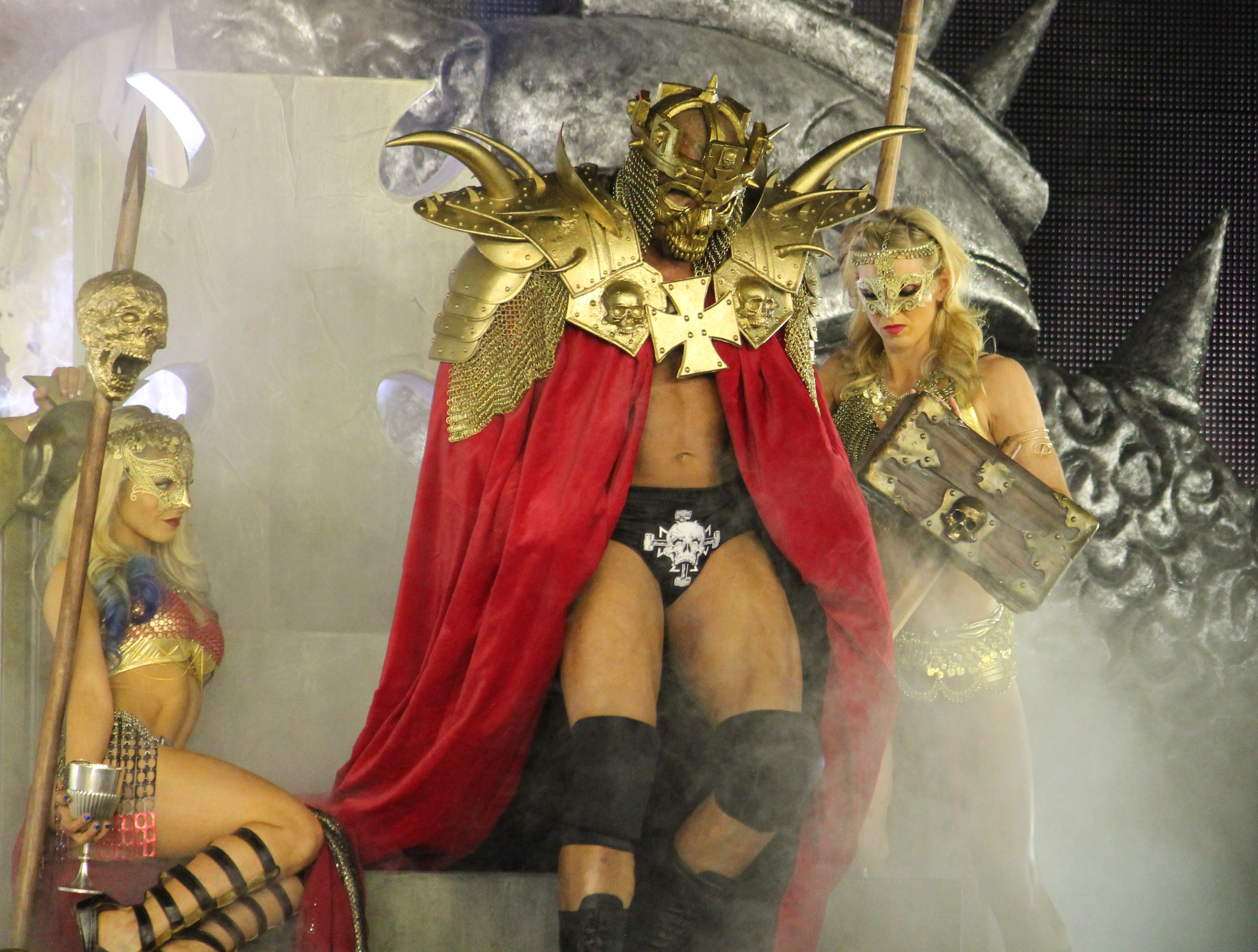
تریپل اچ در حال ورود به رینگ

در اولین مسابقه، دنیل براین با تریپل اچ روبرو شد؛ برنده مسابقه به مسابقه اصلی قهرمانی دبلیودبلیوئی سنگین‌وزن جهان که تریپل ترت در همان شب بود راه می‌یافت. تریپل اچ توسط همسرش استفنی مک‌ماهون معرفی شد. تریپل اچ که با یک شنل سلطنتی به تن و یک تاج شاهی به شکل جمجمه بر سر بر تخت پادشاهی‌اش نشسته بود وارد رینگ شد و سپس دستش را به طرف بر این دراز کرد اما بر این به دست او لگدی زد و مسابقه آغاز شد. دنیل بر این با چند ضربه قوی، ابتدای مسابقه را مالِ خود کرد. تریپل اچ مدام به بازوی بانداژ شده بر این ضربه می‌زد و بازی در جریان بود. بر این با یک پرش از بالای یک از گوشه‌های رینگ، تریپل اج را به بیرون رینگ پرت کرد. تریپل اچ دوباره با ضربات متوالی به بازوی آسیب‌دیده بر این او را تضعیف کرد تا اینکه سعی کرد با حرکت تسلیم یا سابمیشِن(Submission Hold) خودِ بر این یعنی قُفلِ یِس!(به انگلیسی: Yes! Lock)، او را تسلیم کند اما نتوانست؛ بازی کمی افت کرد تا اینکه تریپل اچ دوباره سعی کرد فن بر این را روی خودش پیاده کند ولی درعوض بر این آن را به یک پین(به انگلیسی: Pin) تبدیل کرد و سپس به سابمیشن تغییر داد. سپس تریپل اچ، فن تمام‌کننده خود یعنی پِدیگری(به انگلیسی: Pedigree) را به بر این زد ولی بر این تسلیم نشد و پین را رد کرد. تریپل اچ خواست یک پِدیگری دیگر به بر این بزند که بر این اجازه نداد و موقعیت را مناسب دید و فن تمام‌کننده خود یعنی زانوی خشن یا مرتفع در حین دویدن(به انگلیسی: Running Single Leg High Knee) را روی او پیاده کرد تا بعد از آن، تریپل اچ را پین کرده و پیروز میدان شود. بعد از اتمام مسابقه، اتفنی وارد رینگ شد تا با چند سیلی حواس بر این را پرت کند و تریپل اچ به او حمله کند. سپس تریپل اچ یک صندلی فولادی تاشده را برداشت و به بازوی آسیب‌دیده بر این ضربه زد. استفنی سپس کنار بر این رفت تا او را مسخره کند؛ بعد هم تریپل اچ و استفنی رینگ را ترک کردند و دنیل بر این هم با کمک داور و تیم پزشکی از رینگ خارج شد.
مسابقه دوم بین دِ نو اِیج اَوت‌لاز(بیلی گان و رُود داگ) و کین در مقابل گروه شیلد بود. سرعت مسابقه بالا بود؛ رومن رینز به کین فن مختص خود یعنی اِسپیِر یا نیزه زد و سپس همین کار را با دو نفر دیگر کرد؛ بعد هم شیلد، حرکت تریپِل پاوِربام را روی اَوت‌لاز پیاده کردند تا پیروز بی‌چون‌وچرای مسابقه شوند.
مسابقه بتل رویال هم برگزار شد؛ برودس کلی، گریت کالی، ۳اِم‌بی، مارک هنری فاندانگو و بیگ‌ای، ری میستریو، و کینگستون بیرون افتادند. آلبِرتو دِل‌ریو که گُلداست و کُدی رُدز را بیرون انداخته بود، اینبار دالف زیگلِر را هم بیرون انداخت تا به همراه شِیمِس، سِزارو و بیگ شو چهار نفر باقی‌مانده در رینگ باشند. شیمس و دل‌ریو یکدیگر را بیرون انداختند تا بیگ شو و سِزارو باقی بمانند. سزارو و شو با هم مبارزه کردند و سرانجام سِزارو او را بلند کرد و از رینگ بیرون انداخت و برنده تندیس شد.

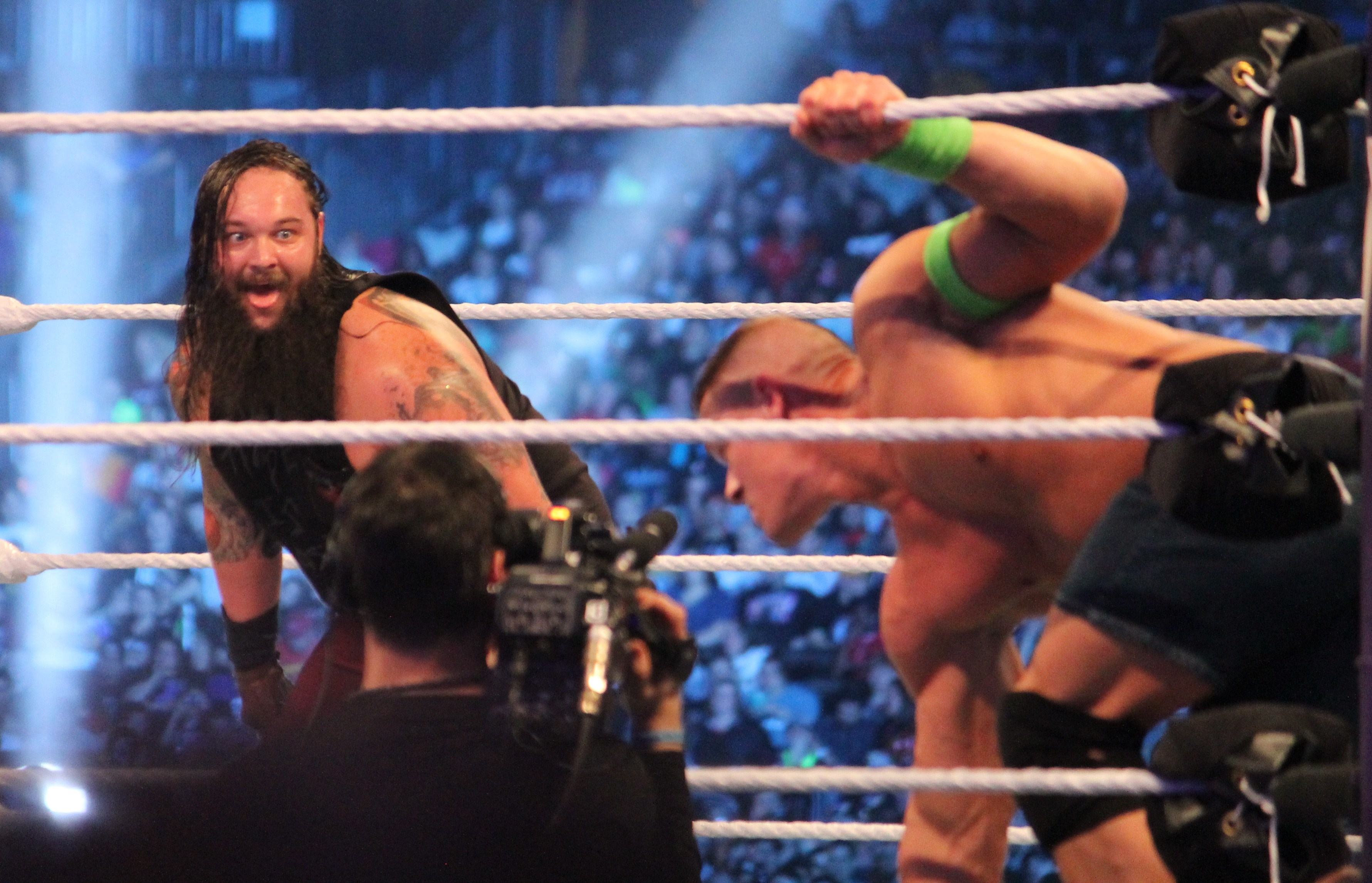
بری وایت (چپ) در حال مبارزه با جان سینا (راست)

مسابقه بعدی بین بری وایت و جان سینا بود. ورود وایِت شامل انجام رقص جنگی شَمَنیستی بود که توسط یک هنرمند زن بود و بعد از آن هم مارک کرُزِر، آهنگ ورودی خانواده وایت را به صورت زنده اجرا کرد. بری وایت وارد رینگ شد و به زانو افتاد و دستانش را باز کرد و به سینا التماس کرد کارش را تمام کند اما سینا از او خواست تا بلند شود. مسابقه آغاز شد؛ بری وایت بازی را در دست گرفت تا اینکه سینا یک ضربه با بازو(به انگلیسی: Clotheline) به او زد. وایت سعی می‌کرد از نظر روحی سینا را تخریب کند که سینا عصبی شده و به او وحشیانه حمله کرد ولی برِی با وجود ضربه خوردن، فقط می‌خندید. سینا مجدد به او حمله کرد و سپس تصمیم گرفت به او Five Knuckle Shuffle بزند که ناگهان وایت را در حالت پُل(Bridge) دید که شبیه راه رفتن عنکبوت است. این باعث شد که بری دوباره بازی را در اختیار بگیرد. سینا به بازی برگشت و Five Knuckle Shuffle را اجرا کرد اما نتوانست حرکت تمام‌کننده خود یعنی Attitude Adjustment را اجرا کند؛ سپس سینا بالای یکی از گوشه‌های رینگ رفت تا بر روی وایت فرود بیاید ولی در عوض بر روی لوک هارپر و اریک روُوِن پرید. سینا بری وایت را بیرون رینگ گرفت، سعی کرد با پله فولادی ضربه‌ای به بری بزند ولی به جای آن، بری را درون رینگ انداخت. بری وایت که کمی سرپا شد به سینا ضربه بدن زد و سپس سر سینا را که روی پایش بود نوازش کرد و بخشی از شعر مذهبی(به انگلیسی: Spiritual) He's Got the Whole World in His Hands را در گوشش زمزمه کرد. سینا برگشت و به بری Attitude Adjustment زد و وایت از پین بعد از آن جان به در بُرد. رُوِن حواس داور را پرت کرد و هارپر ضربه محکمی به سینا زد؛ سپس سینا بیرون رینگ رفت و هارپر را به دیواره محافظ کوبید. سینا که مانع فن تمام‌کننده وایت یعنی Sister Abigail's Kiss شده بود فن سابمیشِن خودش یعنی STF را روی بری پیاده کرد که بری خود را از آن خلاص کرد و به سینا Sister Abigail's Kiss زد و خواست که او را پین کند که موفق نشد. وایت یک صندلی فولادی را داخل رینگ آورد ولی ب‌جای زدن سینا، صندلی به سینا داد و گفت:من را بزن و تمامش کن. سینا که مصمم شده بود بریِ زانو زده را با صندلی بزند به طرف رووِن رفت و با صندلی او را زد و این فرصتی بود تا بری وایت یک Sister Abigail's Kiss دیگر به سینا بزند ولی سینا اجازه نداد و یک Attitude Adjustment دیگر به بری زد تا بعد از آن، او را پین کند و برنده مسابقه شود.

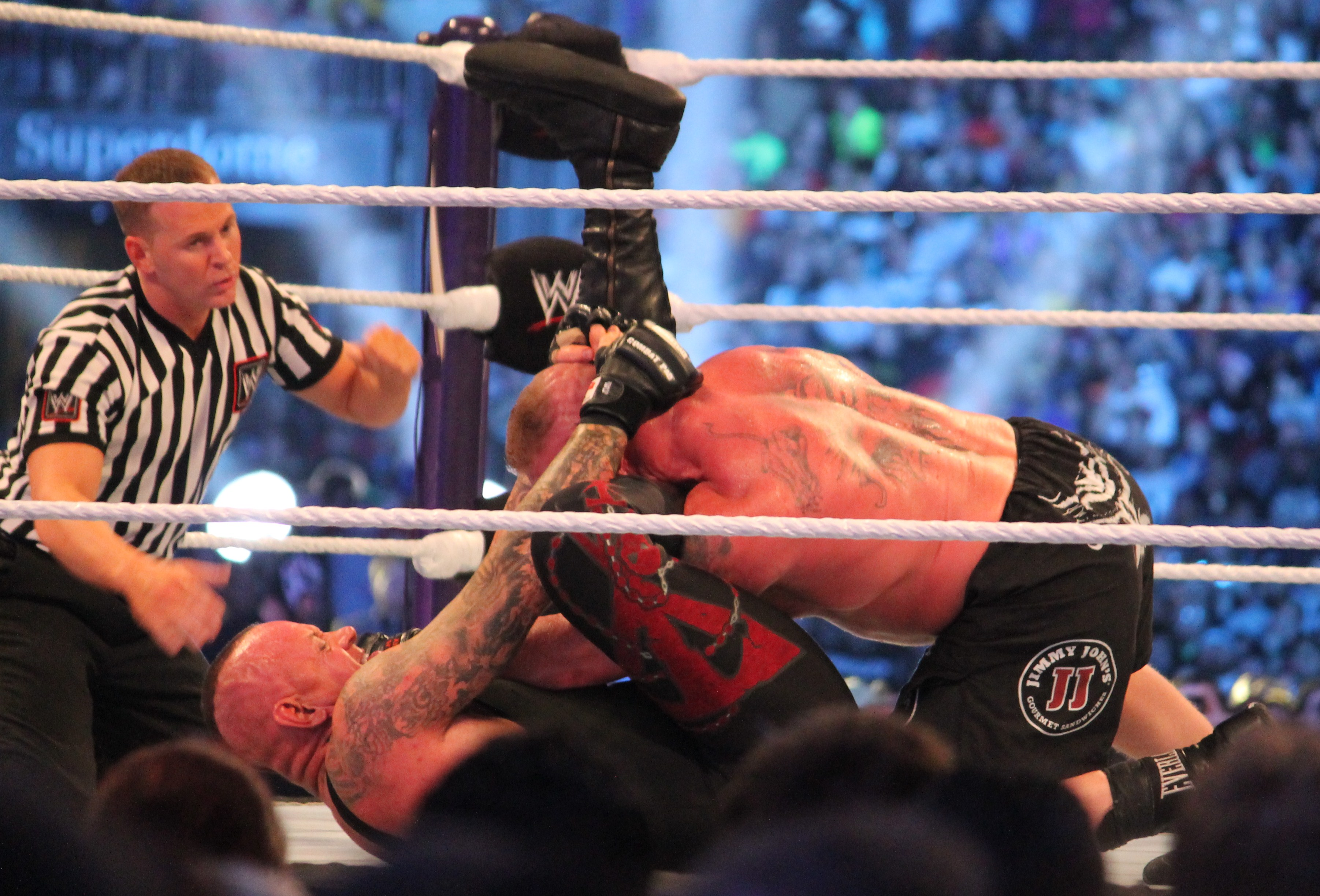
آندرتیکر در حال انجام فن دروازه جهنم

در مسابقه بعد، براک لزنر با آندرتیکر و نوار پیروزی‌های وی در رسلمانیا روبرو بود. 

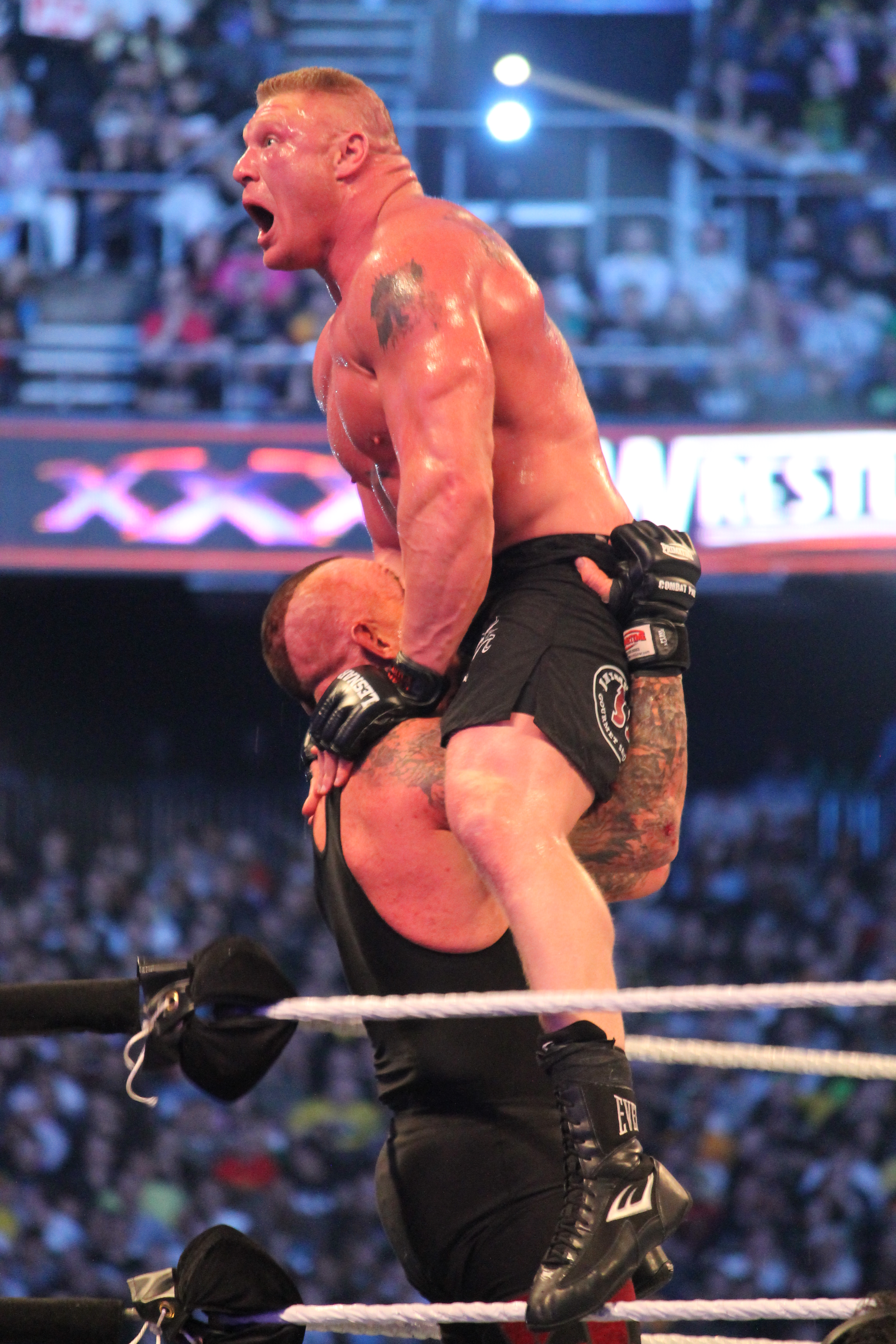
آندرتیکر در حال انجام فن آخرین سواری

 ریتم مسابقه کمی‌کند بود و آندرتیکر در نیمه آغازین مسابقه کنترل آن را در دست داشت. او یک بار از فن تمام‌کننده لزنر یعنی F5 خلاصی یافت. لزنر یک ضربه بوت شدید را جاخالی داد و وقتی مبارزه به بیرون رینگ کشید بر آندرتیکر غلبه کرد. لزنر آنقدر به یک پای آندرتیکر ضربه زد تا او با کمی لنگیدن بازی را ادامه داد. حملات پی در پی لزنر، آندرتیکر را گیج و خسته کرد. آندرتیکر سپس یک بیگ بوت و چُک‌اِسلَم به لزنر زد ولی لزنر بعد از آن یک F5 به تِیکِر زد و خواست او را پین کند که او آن را رد کرد. آندرتیکر سابمیشِن خود یعنی دروازه جهنم(به انگلیسی: Hell's Gate) را به لزنر زد ولی لزنر در همان حال او را بلند کرده و به زمین کوبید. دوباره آندرتیکر سابمیشِن خود را روی لزنر پیاده کرد و دوباره لزنر او را بلند کرد و به زمین کوبید. لزنر سابمیشِن خود یعنی قُفل کیمورا(به انگلیسی: Kimura Lock) را به آندرتیکر زد تا او را تسلیم کند ولی آندرتیکر به نوعی فن خود لزنر را روی او پیاده کرد. آندرتیکر دست لزنر را گرفت و روی طناب رینگ رفت تا Old School را اجرا کند ولی لزنر اجازه نداد و از همان‌جا او را بلند کرد و به او F5 زد و سعی کرد او را یپین کند که آندرتیکر آن را رد کرد و بازی ادامه پیدا کرد. هر دو کشتی‌گیر خسته شده بودند؛ وقتی لزنر در گوشه رینگ به سر آندرتیکر ضربه می‌زد آندرتیکر او را بلند کرده و فن آخرین سواری(به انگلیسی: Last Ride) و بعد فن تمام‌کننده خود یعنی سنگ‌قبر کوب(به انگلیسی: Tombstone Piledriver) را روی او پیاده کرد؛ پس از آن هم پین کردن سنگ‌قبر کوب را اجرا کرد ولی لزنر آن را رد کرد. 

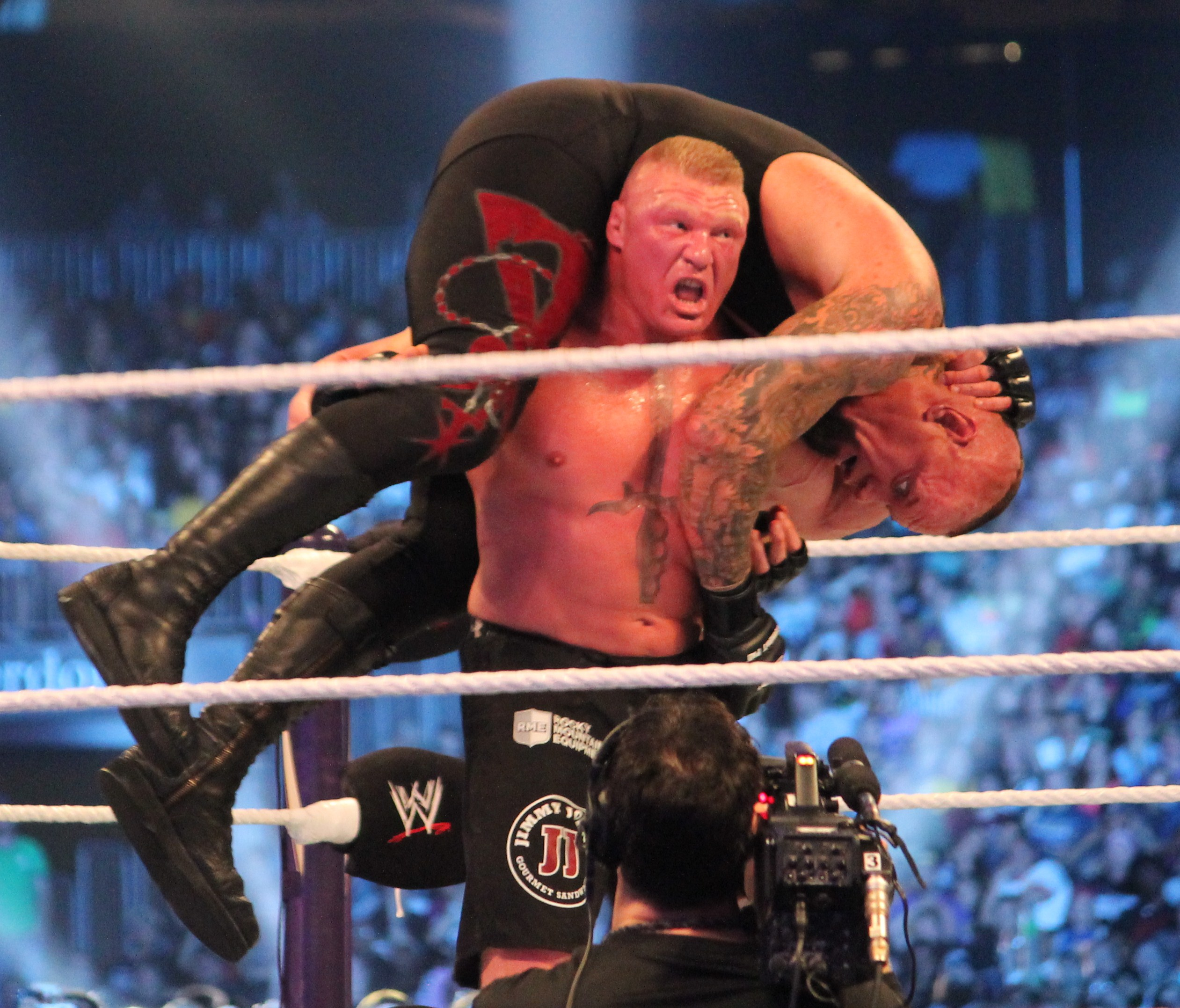
اِف‌فایوی که پایان آندرتیکر را رقم زد

 آندرتیکر یک‌بار دیگر می‌خواست فن سنگ‌قبر کوب را اجرا کند که اینبار ناموفق بود و لزنر بود که F5 را اجرا کرد و پیروز مسابقه شد. این پایان ۲۱ سال شکست‌ناپذیری آندرتیکر در رسلمانیا بود. در همان حال که پُل هیمن در کمال ناباوری فریاد شادمانی سر می‌داد تمام تماشاگران در شوک به سر می‌بردند؛ ورزشگاه در سکوت محض فرورفته بود. آهنگ لزنر بعد از پیروزی‌اش تا چند دقیقه پخش نشد تا زمانی‌که او و هیمن از رینگ خارج شده و داشتند می‌رفتند. آندرتیکر هم بعد از تشویق ممتد تماشاگران و تحسین شدن از سوی تماشاگران و کل تیم مجریان کنار رینگ، از کف رینگ برخاست و با حالتی مغموم از رینگ خارج شد و رفت. این در حالی بود که تماشاگران همچنان با شعار Thank You Taker بنوعی از او قدردانی می‌کردند.
مسابقه هفتم هم مسابقه ۱۴ نفره اختصاصی ویکی گررو برای قهرمانی کمربند دیواز بود. این نخستین بار بود که در رسلمانیا بر سر این کمربند، مسابقه‌ای برگزار می‌شد. مسابقه با هجوم همه رقیبان بر سر ای جی لی و تامینا اسنوکا آغاز شد. کمی از مسابقه گذشت؛ آکسانا نائومی را در بالای طناب گرفته بود که ناتالیا زیر آکسانا را خالی کرد و او را با حرکت ترکیبی پاوِربام سوپِرپلِکس به زمین کوبید. تأمینا آکسانا را از رینگ بیرون کشید تا مانع پیروزی ناتالیا شود؛ سپس ناتالیا در بیرون رینگ یک کلوزلاین به تأمینا زد و خواست به داخل رینگ بازگردد که ای جی با ضربه‌ای مانع انجام این کار شد. ای جی سپس در داخل رینگ بر روی نائومی فن سابمیشِن خود یعنی بیوهٔ سیاه(به انگلیسی: Black Widow) را اجرا کرد اما هم‌زمان دست نائومی را چند بار به نشانه تسلیم شدن به زمین زد تا داور را فریب دهد و به این ترتیب موفق شد کمربند خود را در رسلمانیا حفظ کند و همچنان صاحب طولانی‌ترین قهرمانی کمربند دیواز باشد.
مسابقه اصلی

در مسابقه اصلی رسلمانیا، دنیل براین، رندی اورتن و باتیستا باید بر سر کمربند دبلیودبلیوئی سنگین‌وزن جهان که در اختیار اورتن بود رقابت می‌کردند. اورتن در آغاز به بازو و شانه آسیب‌دیده بر این ضرباتی وارد کرد تا او را ضعیف‌تر کند. سپس اورتن و باتیستا در بیرون رینگ با هم مبارزه می‌کردند؛ این مسابقه بدون شمارش معکوس هنگام خروج از رینگ بود؛ باتیستا خواست با باتیستابام، اورتن را بر پله‌های فولادی بکوبد ولی اورتن با یک کانتر، خود باتیستا را بر روی پله کوبید. وقتی هردو به رینگ بازگشتند بر این هم با یک پرش از بالای رینگ بر روی هر دو آنها، به بازی بازگشت؛ سپس بر این با لگدهای معروف خود(به انگلیسی: Roundhouse Kicks) یکی به سینه اورتن و یکی هم به سینه باتیستا می‌زد. بعد از آن که اورتن و باتیستا هر یک در یکی از گوشه‌های رینگ با حالتی گیج ایستاده بودند بر این به سمت هر یک می‌دوید و با دو لگد در سینه هر یک از آن‌ها می‌پرید تا اینکه باتیستا او را گرفت و با سوپلِکس او را به بیرون رینگ انداخت. اورتن و باتیستا به مبارزه با یکدیگر ادامه دامه دادند تا اینکه اورتن به باتیستا سوپرلِکس زد ولی بعد از آن ناگهان بر این از بالای رینگ بر روی اورتن پرید و او را نقش بر زمین کرد و بعدش هم سابمیشِن Yes! Lock را روی او اجرا کرد. در همین حال، ناگهان تریپل اچ و استفنی مک‌ماهون دوان‌دوان وارد میدان شدند و تریپل اچ داور را از رینگ بیرون کشید تا مانع پیروزی بر این شود؛ داور آسیب دید؛ تریپل اچ سپس اسکات آرمسترانگ (یک داور دیگر) را که پیش از این هم برای مقاصد تریپل اچ استفاده شده بود به داخل رینگ فرستاد و باتیستا هم به بر این که حواسش پرت شده بود باتیستابام زد و خواست او را پین کند. آرمسترانگ شمارش کرد ولی بر این در شماره دو، پین را رد کرد. از آنجا که این مسابقه یک مسابقه تریپل ترت بدون دیسکوالیفیکِیشِن بود، بر این ناگهان لگدی به سر آرمسترانگ زد و او را به بیرون رینگ انداخت و بعد از آن هم از درون رینگ بر سر تریپل اچ، استفنی و آرمسترانگ فرود آمد و آن‌ها را نقش بر زمین کرد. تریپل اچ که به ستوه آمده بود از زیر رینگ، پُتک معروف خود را برداشت تا کار بر این را با آن تمام کند ولی بر این اجازه این کار را نداد و از پُتک علیه خود تریپل اچ استفاده کرد. این پایانی بود بر دخالت استفنی و تریپل اچ در مسابقه. باتیستا و اورتن تصمیم گرفتند تا باهم ضد بر این کار کنند؛ داور اصلی دوباره به بازی بازگشت؛ باتیستا روی میز گویندگان اسپانیایی به بر این باتیستابام زد و اورتن هم هم‌زمان گردن بر این را گرفت و به نوعی به او آرکِی‌اُ زد. بر این آسیب دید و کمر خود اورتن هم کمی زخمی شد. تیم پزشکی وارد شده و بر این را بر روی برانکار گذاشتند. باتیستا قصد داشت کار اورتن را تمام کند و از از نبود بر این استفاده لازم را بکند ولی اورتن اجازه این کار را نداد؛ بر این هم به زحمت از برانکار بلند شد و به بازی برگشت؛ بر این و اورتن در رینگ بودند. اورتن سعی کرد به بر این آرکِی‌اُ بزند ولی بر این با یک کانتر، آن را به Yes! Lock تبدیل کرد ولی پیش از تسلیم شدن اورتن، باتیستا این قُفل را شکست و بازی ادامه پیدا کرد. بار دیگر بر این Yes! Lock را اجرا کرد، البته اینبار بر روی باتیستا و اینبار اورتن قُفل را شکست. باتیستا آرکِی‌اُ اورتن را رد کرد و خواست یک اِسپیِر به اورتن بزند که اورتن جاخالی داد و اِسپیِر به بر این خورد و او را از رینگ خارج کرد. 

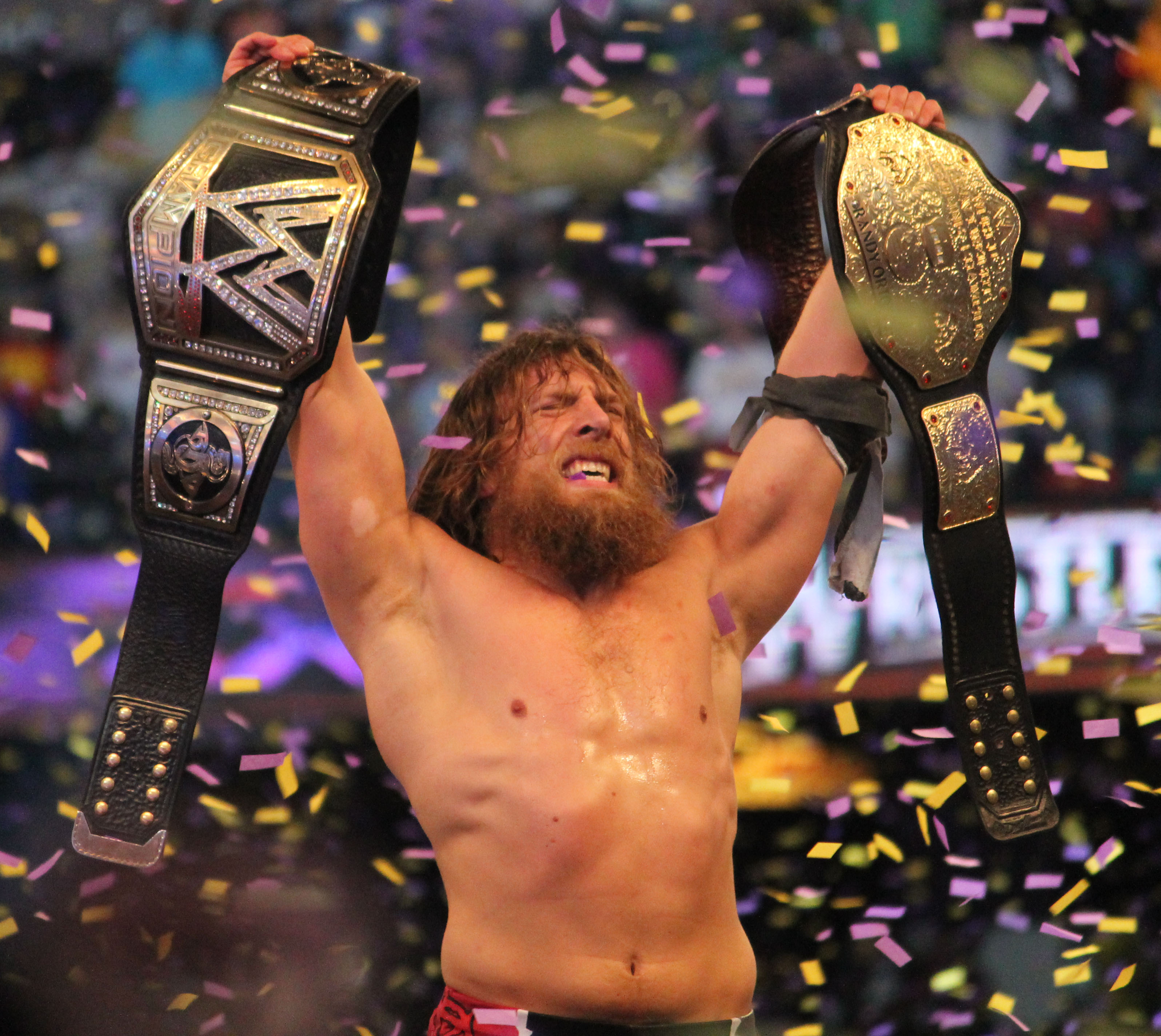
پایان مسابقات و براین که قهرمانی‌اش را جشن می‌گیرد

اورتن بالاخره به باتیستا آرکِی‌اُ زد و خواست او را پین کند ولی باتیستا به سختی پین را رد کرد. اورتن سعی کرد با لگد معروفش در حال دویدن به سر باتیستا بزند ولی در عوض حرکت بر این یعنی High Knee را دریافت کرد؛ با این حال باتیستا بر این را از رینگ بیرون انداخت تا خودش اورتن را پین کند ولی اورتن در آخرین لحظه خود را از پین خلاص کرد. باتیستا که دیگر مستاصل شده بود یک باتیستابام به اورتن زد تا اورتن از رینگ بیرون بیفتد ولی ناگهان خود باتیستا هم از بر این High Knee خورد و سپس در دام سابمیشِن Yes! Lock افتاد؛ او سعی کرد از این وضعیت خلاصی یابد ولی سرانجام چاره‌ای نداشت جز اینکه تسلیم شود. او تسلیم شد و بر این قهرمان کمربند دبلیودبلیوئی سنگین‌وزن جهان شد.

## نتایج
| شماره           | مسابقه | نوع مسابقه                                                                          | مدت زمان |
| --------------- | --- | ----------------------------------------------------------------------------------- | -------- |
| (مسابقه آغازین) | دِ اوسوس(جیمی و جِی) (قهرمانان کنونی) پیروز مقابل آمریکاییان حقیقی(جک سوئگر و سِزارو) مقابل رایبَکسِل(رایبک و کورتیس اکسل) مقابل لُس متادورِس(دیگو و فرناندو) | مسابقه تگ تیم چهارجانبه مرگبار برای کمربند تگ تیم                                   | ۱۶:۰۲    |
| ۱               | دنیل براین پیروز مقابل تریپل اچ | مسابقه تک نفره برای تعیین نفر سوم در مسابقه اصلی تریپل ترت                          | ۲۷:۱۰    |
| ۲               | گروه شیلد(دین امبروز، سِث رالینز و رومن رینز) پیروز مقابل کین و دِ نواِیج اَوت‌لاز(رُود داگ و بیلی گان)                                                      | مسابقه تگ تیم شش نفره                                                               | ۳:۰۶     |
| ۳               | سِزارو برنده مسابقه رویال رامبل سی‌ویک نفره یادبود آندره د جاینت با بیرون انداختن آخرین نفر باقی‌مانده در رینگ یعنی بیگ شو                                | مسابقه رامبل ۳۱نفره برای جایزه تندیس آندره د جاینت ↓ لیست افراد شرکت‌کننده در زیر(۱) | ۱۳:۵۸    |
| ۴               | جان سینا پیروز مقابل بری وایت | مسابقه تک نفره                                                                      | ۲۲:۴۷    |
| ۵               | براک لزنر (با همراهی پُل هیمن) پیروز مقابل آندرتیکر | مسابقه تک نفره                                                                      | 26:08    |
| ۶               | ای جی لی برنده مسابقه اختصاصی ویکی گررو | مسابقه ۱۴ نفره دیواز برای قهرمانی کمربند دیواز(۲)                                   | ۶:۵۷     |
| ۷               | دنیل براین پیروز مقابل رندی اورتِن مقابل باتیستا با تسلیم                                                                                               | مسابقه تریپل ترت برای قهرمانی کمربند دبلیودبلیوئی سنگین وزن جهان                    | ۲۴:۰۵    |

۲. شرکت کنندگان: ای‌جی لی (قهرمان کنونی) مقابل نائومی مقابل کامرون مقابل بری بِلا مقابل نیکی بِلا مقابل ناتالیا مقابل ایوا مِری مقابل اِما مقابل آکسانا مقابل آلیشا فاکس مقابل سامِر رِی مقابل رزا مندز مقابل لیلا مقابل تامینا اسنوکا.

## بازخورد
در روز مسابقات، دبلیودبلیوئی اعلام کرد که ۱۰٫۹ میلیون دلار بلیط فروخته شد و ورزشگاه مرسدس-بنز سوپردام ۷۵٬۱۶۷ نفر تماشاگر را در خود جای داد. کمپانی همچنین اعلام کرد که برای پنجمین سال متوالی، رسلمانیا رکورد درآمد ورزشگاه میزبان از برگزاری مسابقات را شکست. همچنین مسئولان کمپانی از رکوردشکنی در تعداد تماشاگران در کل مسابقات برگزار شده در هفته برگزاری رسلمانیا خبر دادند؛ ۲۹٬۲۱۵ نفر در WrestleMania Axxess fan fair در New Orleans Morial Convention Center حضور داشتند؛ ۱۰٬۸۵۵ نفر در مراسم برگزیدگان تالار مشاهیر در Smoothie King Center حاضر بودند و ۱۳٬۲۹۹ نفر هم در برنامه‌های بعد از رسلمانیا در Smoothie King Center شرکت کردند. در هفته‌ای که رسلمانیا برگزار شد مدیران کمپانی و همچنین مسئولان عالی‌رتبه شهر نوآرلنز، این پی-پر-ویو را یک موفقیت بزرگ دانستند. نایب رئیس اجرایی دبلیودبلیوئی در بخش رویدادهای ویژه یعنی John P. Saboor اظهار داشت: «کار مسئولان شهر نوآرلنز در میزبانی علاقه‌مندان کمپانی(به انگلیسی: WWE Universe) عالی بود». مدیر عمومی SMG یعنی آلن فریمن اعلام کرد: "نوآرلنز مایل است مجدد این میزبانی را برعهده داشته باشد… احتمالاً در زمانی بعد از سال ۲۰۱۸". دبلیودبلیوئی در روز بعد از مسابقات هم اعلام کرد که میزان اولیه خریداران عضویت در WWE Network ۶۶۷۲۸۷ نفر بوده‌است.
روزنامه محلی شهر یعنی The Times-Picayune روی صفحه نخست خود تصویری از دنیل بر این با عنوان قهرمانی‌اش چاپ کرد که روی آن نوشته شده بود: "واقعاً بله!"(به انگلیسی: YES, INDEED!). جین گیلوت از همین روزنامه، این مسابقات را "تماشایی" خواند و گفت این رسلمانیا دارای "سه لحظه به‌یادماندنی برای هر X خود بود". او گفت: "طراحی سالن عالی بود، آتش‌بازی‌ها و نورپردازی بی‌نقص و به‌طور کلی برنامه بی‌مانند بود". گیلوت لحظه شروع را "کلاسیک" دانست و به حضور سه تن از بزرگترین ستارگان این رشته اشاره کرد؛ هالک هوگان "بزرگترین نام"، استون کُلد استیو آستین "بزرگترین ستاره این رشته" و د راک "موفق‌ترین". سپس او در مورد دومین لحظه ماندگار این مسابقات نوشت که تقریباً برنامه را متوقف کرد؛ این اتفاق همانا پایان نوار پیروزی آندرتیکر در رسلمانیا بود که "بزرگترین پایان غافلگیرکننده در تاریخ رسلمانیا و شاید در تاریخ کشتی حرفه‌ای بود". سرانجام سومین لحظه به‌یادماندنی این مسابقات که پایان بخش آن بود و گیلوت آن را یکی از لحظاتی می‌داند که جزو بزرگترین لحظات تاریخ کشتی حرفه‌ای خواهد بود، لحظه قهرمانی بر این و در دست گرفتن هر دو عنوان قهرمانی بود در حالیکه او در وسط رینگ زانو زده و شادمانی می‌کرد."
نولان هاول از The Canadian Online Explorer اظهار داشت: «رسلمانیا XXX آغاز یک دوره و پایان دوره‌ای دیگر بود». امتیاز او به هر مسابقه از پنج ستاره(*****) به این صورت بود: *** برای مسابقه آغازین، ****۱/۲ برای مسابقه تریپل اچ-براین، **۱/۲ برای مسابقه گروه شیلد، **۳/۴ برای مسابقه بَتِل رویال، **** برای مسابقه وایت-سینا، ** برای مسابقه آندرتیکر-لزنر، ۰٫۷۵ برای مسابقه دیواز و بالاخره ***۳/۴ برای مسابقه اصلی؛ در مجموع هم او به مسابقات ۴/۵ از ۵ ستاره داد.

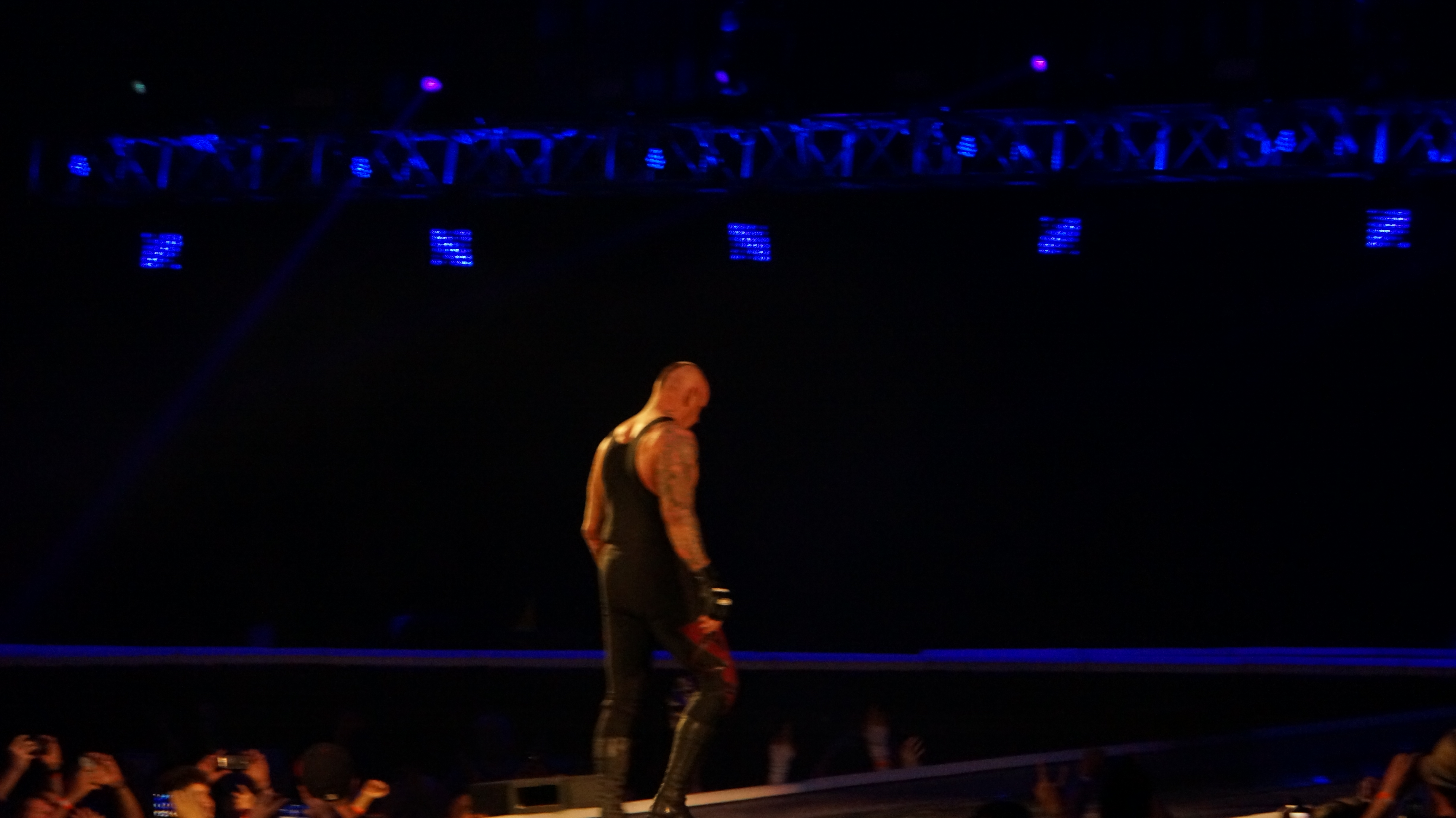
Professional Wrestling Torch Newsletter پایان پیروزی‌های آندرتیکر در رسلمانیا را یکی از تکان‌دهنده‌ترین و ناراحت‌کننده‌ترین لحظات تاریخ دبلیودبلیوئی توصیف کرد

بنجامین تاکر از Professional Wrestling Torch Newsletter در ورزشگاه حضور داشت و به مسابقات نمره ۸/۷۵ از ۱۰ داد. او گفت: «رسلمانیا XXX کاری همانند رسلمانیا XX انجام داد؛ احترام به گذشته با نگاه به آینده؛ با نگاه به افرادی همچون سزارو و براین به‌عنوان آینده دبلیودبلیوئی». با این حال تاکر معتقد است «بعد از پایان نوار بُرد آندرتیکر دریافتیم که خداحافظی با گذشته سخت‌تر از آن بود که فکرش را می‌کردیم». او گفت: «این رسلمانیا، و نَه رسلمانیا ۲۸، پایان واقعی یک دوره بود ولی فکر نمی‌کردم که اینطوری تمام شود (اشاره به مسابقه آندرتیکر)؛ طی یک مسابقه بیش از ۱۵ دقیقه‌ای آرام و سطح پایین». از نظر او «در خطر بودن شکست Streak پیش از مسابقات به خوبی حس نشده بود تا وقتی لزنر آن را شکست حس مورد نظر شکل بگیرد. با این حال دنیل براین آنقدر در هر دو مسابقه‌اش خوب کار کرد که بیش از ۷۵۰۰۰ نفر تماشاگر، باخت آندرتیکر را فراموش کرده و براین را تشویق کنند.» تاکر مسابقه پایانی را تحسین‌برانگیز دانست چرا که چندین بار نزدیک بود یکی از سه نفر شکست بخورند. او در مورد سایر مسابقات هم گفت: «وایت با باختن در این مسابقه چیزی را از دست نداد ولی سینا با بُردنش خیلی چیزها را از دست نداد؛ این مرد هیچ ضعفی نشان نمی‌دهد». او همچنین گفت: «بخش هوگان، د راک و استون کُلد بی‌معنی، غیرواقعی و خنده‌دار بود». او در پایان گفت: «به راحتی می‌توان گفت این مسابقات یکی از بهترین رسلمانیاهای برگزار شده در ده سال اخیر بود» و اینکه «آینده روشنی پیش روست اگر فقط می‌توانستیم به شایستگی با گذشته خداحافظی کنیم».
Professional Wrestling Torch Newsletter همچنین چندین نظرسنجی را با موضوع رسلمانیا XXX برگزار کرد که حداقل ۲۰۰۰ نفر در آن‌ها شرکت کردند. 54% نظرشان این بود که این پی-پی-وی فراتر از حد انتظاراتشان بود، %۲۷ بر این باور بودند که تقریباً انتظاراتشان برآورده شد و %۱۹ هم اعلام کردند که برنامه پایینتر از حد انتظارشان بود. برای بهترین مسابقه ایوِنت، مسابقه‌های بر این در برابر تریپل اچ و در مسابقه اصلی، به ترتیب ۴۰ و ۳۷ درصد آرا را بدست آورد و بقیه مسابقات بیش از ۸ درصد بدست نیاوردند. و سرانجام %۷۹ از رای‌دهندگان معتقد بودند که پایان نوار پیروزی‌های آندرتیکر داستانی بس بزرگتر از پیروزی و قهرمانی دنیل بر این بود.
بیشتر تمرکز مقاله The Associated Press دربارهٔ رسلمانیا XXX روی میزبانی هوگان بود با جملاتی مانند: «هالکستر بعد از سی سال نشان داد که هنوز می‌تواند به خوبی میزبانی کند» و «هوگان سرپرستی این ضرب و شتم را برای بیش از ۷۵۰۰۰ نفر تماشاگر و تعداد بیشمار از مردم در خانه‌هایشان برعهده داشت».... و «عجب صحنه‌ای بود» در اشاره به سزارو که بتل رویال را بُرد؛ با «انداختن بیگ شو بزرگ از روی طناب». این مقاله به‌طور بسیار مختصر به مسابقه آندرتیکر پرداخت؛ با این جمله: «شوک بزرگ شب».
مقاله BBC News هم به این اشاره داشت که رسلمانیا XXX جریان‌های زیادی در شبکه‌های اجتماعی مانندتوییتر به راه انداخت؛ مخصوصاً باخت آندرتیکر که توسط براک لزنر رخ داد. جریان‌هایی مانند streakvsbeast# و ThankYouTaker# که تا ساعت‌ها پس از پایان برنامه ادامه داشت.

## پسایند

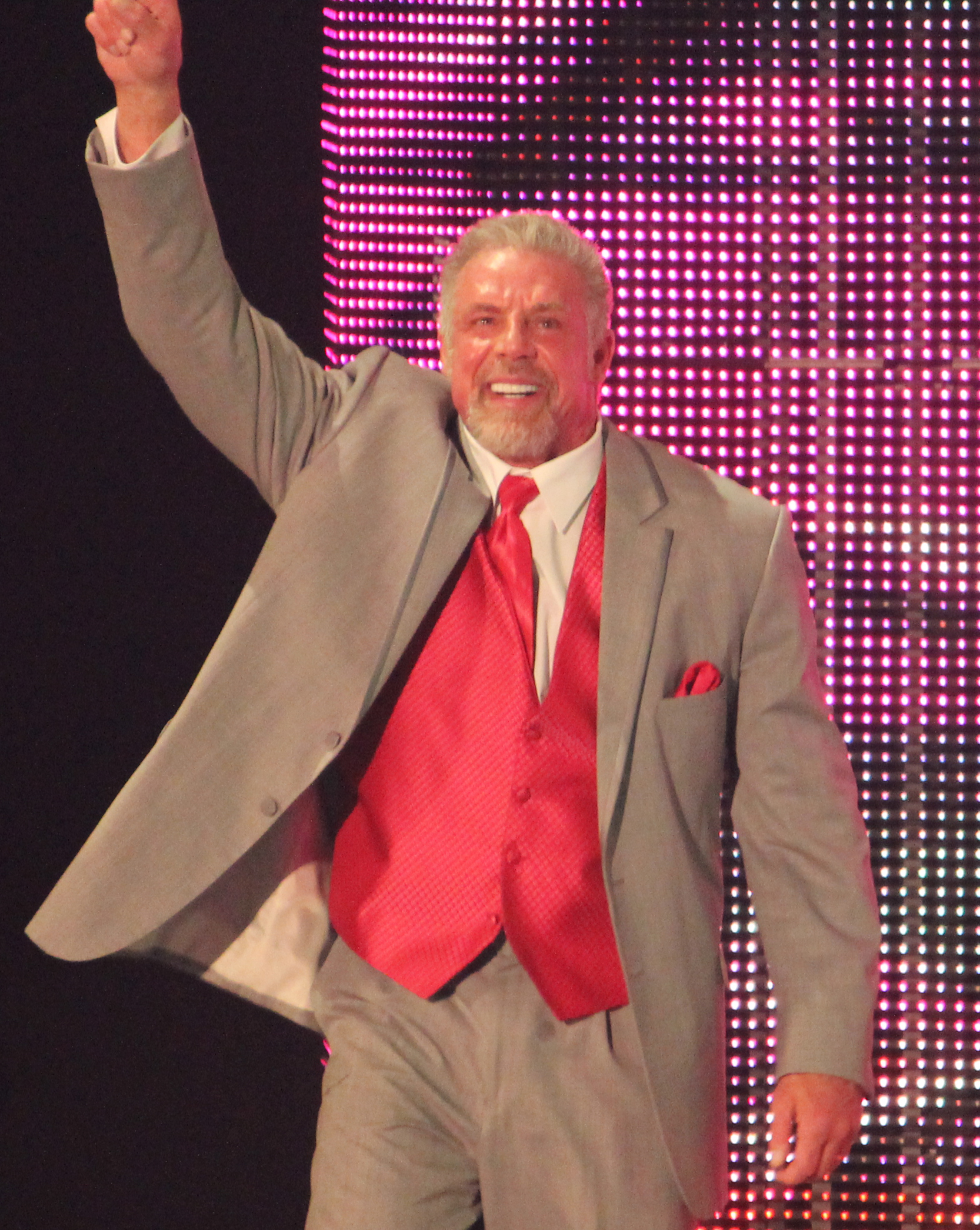
واریور در آخرین حضور خود در بین مردم در راو بعد از رسلمانیا به تاریخ ۷ آوریل ۲۰۱۴، روز قبل از از دنیا رفتن

آلتیمت واریر که از رسلمانیا XII در رسلمانیایی حضور نیافته بود و به تازگی در مراسم تالار مشاهیر ۲۰۱۴ دبلیودبلیوئی شرکت کرده بود، در رسلمانیا سی‌اُم هم حضور یافت و شب بعدش هم در راو صحبتی کوتاه انجام داد؛ این آخرین حضور وی در میان علاقه‌مندان بود چرا که وی در ۸ آوریل ۲۰۱۴ ناگهان غش کرد و بعد از انتقال به بیمارستان در سن ۵۴ سالگی درگذشت. تنها سه روز از برگزیده شدن وی در بین مشاهیر دبلیودبلیوئی گذشته بود. در راو هفته بعد از درگذشت وی یعنی راو ۱۴ آوریل، تمرکز ویژه‌ای روی وی انجام شد؛ ورزشکاران با پیراهن‌های منقّش به تصاویر واریور وارد رینگ می‌شدند و تصاویر لحظات تاریخی و افتخارات وی مدام در برنامه پخش می‌شد. بعد از روی آنتن رفتن این قسمت، دانا واریور، بیوه آلتیمِت واریور، نامه‌ای در مورد تفکرش نسبت به این قدردانی نوشت. او با اشاره به پایان یافتن استریک (نوار پیروزی) آندرتیکر نوشت استریک خودش (دانا) هم پایان یافت چون دیگر نمی‌تواند عشقش را به همسرش نشان دهد.
بنا بر گزارش‌ها، آندرتیکر بلافاصله پس از خروج از رینگ، توسط آمبولانس از ورزشگاه مرسدس-بنز سوپردام خارج شد. طبق گزارش‌ها او از ناحیه گردن دچار آسیب‌دیدگی شده بود. روز بعد، او از بیمارستان مرخص شد.
شب بعد در راو، دنیل براین قهرمان جدید دبلیودبلیوئی سنگین‌وزن جهان در حال شادی با تماشاگران بود که تریپل اچ وارد شد و اعلام کرد که در همان شب بر سر کمربندها با او مسابقه خواهد داد. زمان مسابقه فرا رسید؛ پس از اینکه بر این وارد رینگ شد، استفنی مک‌ماهون به اورتن و باتیستا و کین دستور داد تا به او حمله کنند تا استفنی مطمئن شود که شوهرش در مقابل براینِ تضعیف شده پیروز می‌شود؛ بعد از کتک خوردن براین، تریپل اچ وارد شد تا به راحتی او را ببَرد اما ناگهان گروه شیلد که حالا به چهره مثبت تبدیل شده‌اند وارد شده و از بر این دفاع کردند؛ جدال ادامه داشت تا اینکه دنیل بر این یک ضربه زانوی خشن در حال دویدن(به انگلیسی: High Running Knee) به تریپل اچ زد و درحالیکه گروه شیلد با او در رینگ حضور داشتند مجدداً به جشن و شادی پرداخت. تماشاگران هم با سردادن لقب شیلد یعنی "سگهای عدالت‌جو(به انگلیسی: The Hounds of Justice)" به تشویق آن‌ها پرداختند. هفته بعد در راو، گروه سه نفره Evolution که در سال ۲۰۰۳ تشکیل شده و در سال ۲۰۰۵ منحل شده بود با هدف نابودی گروه شیلد دوباره احیا شد. (این گروه شامل تریپل اچ، ریک فلِیر، رندی اورتن و باتیستا بود که اکنون فلِیر در آن حضور ندارد).
پیش از مسابقه براین، اورتن و باتیستا به رووسا اعتراض کرده بودند که چرا آن‌ها نباید مسابقه مجدد قهرمانی داشته باشند؛ استفنی به آن‌ها گفت این هفته برای تریپل اچ است و آن‌ها باید امشب بر سر کمربند تگ تیم مسابقه دهند که این مسابقه در نهایت مساوی شد چون هر دو تیم تا شمارش دهِ داور، خارج از رینگ بودند.
سِزارو که تندیس آندره دِ جاینت را در رسلمانیا بُرده بود به رینگ آمد تا آن را جشن بگیرد؛ زِب کُلتِر که همراه او بود از تلاش‌ها و زحمات خودش برای سزارو گفت و گفت سزارو یک آدمِ زِب(به انگلیسی: Zeb Colter Guy) است اما سزارو نپذیرفت و گفت ترجیح می‌دهد آدمِ پُل هیمن باشد و در این لحظه منیجر جدید خود یعنی هیمن را فراخواند تا وارد رینگ شود؛ جک سوئگر، هم‌تیمی سابق او که از این قضیه عصبانی بود ناگهان از پشت به او حمله کرد و تندیسش را نابود کرد که این باعث برگزاری مسابقه‌ای بین آن‌دو شد که سرانجام سزارو مسابقه را بُرد. این مسابقه در واقع انحلال رسمی گروه آمریکاییان حقیقی بود.
ای جی لی که شب پیش در رسلمانیا از کمربندش در برابر ۱۴ نفر از دیواز دفاع کرده بود وارد رینگ شد تا اعلام کند که او رکورددار طولانی‌ترین قهرمانی این کمربند است که در این هنگام پِیج، قهرمان زنان در اِن‌اِکس‌تی که اولین لحظه حضورش را در راو تجربه می‌کرد وارد میدان شد تا به اِی‌جِی تبریک بگوید اما اِی‌جِی او را به مسابقه قهرمانی در همان شب فراخواند که پِیج سرانجام او را شکست داد و به قهرمانی ۲۹۵ روزه او پایان داد و اولین فردی باشد که هر دو عنوان زنان را دراختیار داشته باشد.

## موضوعات مرتبط
- نوار شکست‌ناپذیری آندرتیکر در رسلمانیا
- رسلمانیا